# 南昌外國語學校
南昌外國語學校，建立于1994年，前身为南昌市第二十二中學。南昌外国语学校是江西省重點中學。江西首所外國語學校。校訓为「明德敬業，正己立人」。目前校長為黎小鹿。

## 學校標識
南昌市外國語學校校徽上方為學校的中文名，中間圖案為「外國語學校」的首字母縮寫「fls」，與校名相呼應，下方為學校的英文名Nanchang Foreign Language School。

## 历史
1970年，南昌第二十二中學成立。經南昌市政府的允许，於1994年更名「南昌市外國語學校」，並於2002年遷至撫河之濱桃苑。2017年1月，南昌市外國語學校九龍湖校區正式啟用。

## 校園
截至2020年10月，南昌市外國語學校桃苑校區占地面積60余畝，建築面積42631平方米；九龍湖校區占地面積175畝；學校高中部有39個教學班，學生1950名。
據南昌市外國語學校2020年招生簡章，南昌市外國語學校桃苑校區擁有全功能網絡教學中心，天像館、生態館、多媒體教學系統、廣播演播系統、風雨球場、全塑膠標準跑道運動場；九龍湖校區主要分為教學區、生活區、運動區三大功能區，學生宿舍水、電、暖、衛設施齊全，運動區設有籃球、排球、羽毛球場，室外運動場建有400米跑道，並配有寬敞的綠化帶。

## 精神文化
- 校訓：明德敬業，正己立人。

「明德」出自儒家散文《大學》中「大學之道，在明明德」；「敬業」出自《禮記·學記》中「一年視離經辨誌，三年視敬業樂群」；「正己」出自《禮記·中庸》中「正己而不求於人，則無怨」；「立人」出自《論語·雍也》中「己欲立而立人，己欲達而達人」。
- 校風：敬天愛人
- 學風：學貫中西
- 教風：有教無類
- 校歌：《希望在召喚》